# Comandante Cody
Il Comandante Cody, noto anche come Cody, il cui numero di designazione è CC-2224, è un personaggio dell'universo immaginario di Guerre stellari. Compare in Star Wars: Episodio III - La vendetta dei Sith, nel film Star Wars: The Clone Wars e nella serie televisiva omonima. Nel film è interpretato da Temuera Morrison, che aveva già impersonato Jango Fett nel film Star Wars: Episodio II - L'attacco dei cloni, mentre in The Clone Wars è doppiato da Dee Bradley Baker.
È un comandante dell'esercito di Clone trooper della Repubblica Galattica e comandante della Legione 212, nota anche come "Compagnia Fantasma", che vede a capo il generale Obi-Wan Kenobi. Quando venne emanato l’ordine 66, Cody, sotto effetto del chip inibitore, ordinò ai suoi uomini di fulminare il generale Kenobi, il quale però riuscì a salvarsi. 

## Apparizioni

### Film

#### La vendetta dei Sith
Sul pianeta Utapau, Obi Wan e Cody attaccarono le forze separatiste capeggiate dal generale Grievous. Mentre Cody guidava le sue truppe attraverso le intricate città sotterranee del pianeta, Obi Wan lottò contro Grievous e lo sconfisse dopo uno spietato duello. Nel frattempo Darth Sidious diede il via all'Ordine 66 e i Clone trooper iniziarono a ribellarsi contro i loro generali Jedi: anche Cody si trovò costretto ad ubbidire e ordinò senza esitazione ai suoi soldati di uccidere Kenobi, che tuttavia riuscì a salvarsi e a scappare. Il Comandante Cody continuerà a vivere e a combattere per l'Impero Galattico fino alla sua diserzione nel terzo episodio della seconda stagione della serie The Bad Batch.

### Televisione

#### The Clone Wars
Cody è uno dei tanti cloni dell'esercito repubblicano e, come molti altri ufficiali dell'esercito, è stato incaricato di seguire un generale, Obi-Wan Kenobi, con cui ha lentamente sviluppato rapporti d'amicizia sempre migliori. I due hanno vissuto insieme molte avventure rischiose. Una di queste è quella in cui, sul pianeta Cato Neimoidia, Kenobi venne sorpreso dal nemico e circondato a causa del tardo intervento delle truppe repubblicane, guidate da Cody. La missione andò comunque a buon fine ma i due continuarono ugualmente col tempo a ricordare l'episodio e a raccomandarsi di non creare più una situazione del genere durante le battaglie. Durante gli avvenimenti delle guerre dei cloni, Cody è diventato amico del Capitano Rex, con il quale ha svolto molte missioni pericolose.

### Star Wars Legends
Cody compare anche nell'universo espanso. Nella micro-serie Star Wars: Clone Wars fa la sua prima ed unica apparizione nel ventiduesimo episodio della serie, il secondo della terza stagione. Qui, Cody riferisce ad Obi-Wan che il loro sbarramento sulla vicina base nemica potrebbe riuscire a ridurre gli scudi in circa tre mesi.